# Три лягушонка (мультфильм)
«Три лягушонка» (выпуск 1) — первый кукольный мультипликационный фильм из серии «Три лягушонка». Снятый на студии «Союзмультфильм» в 1987 году. 

## Сюжет
Устав от жизни в грязном пруду, лягушата решают отправиться к морю, но, пройдя через полосу трудностей, они заметили, что и море тоже в отходах…

## Создатели
- Автор сценария: Александр Курляндский
- Режиссёр: Иван Уфимцев
- Художник-постановщик: Николай Титов
- Оператор: Александр Жуковский
- Композитор: Геннадий Гладков
- Звукооператор: Борис Фильчиков
- Роли озвучивали:
- Сергей Колтаков — Лягушонок в жёлтых плавках
- Герман Качин
- Леонид Ярмольник — лягушонок в синих плавках
- Михаил Черняк — Рассказчик
- Художники-мультипликаторы: Ирина Собинова-Кассиль, Сергей Косицын, Сергей Олифиренко
- Куклы и декорации изготовили: Владимир Конобеев, Олег Масаинов, Виктор Гришин, Анна Ветюкова, Павел Гусев, Александр Беляев, Владимир Алисов, Александр Горбачёв
- Монтажёр: Г. Филатова
- Редактор: Наталья Абрамова
- Директор картины: Григорий Хмара